# Makoto Yonekura
Makoto Yonekura (米倉 誠, Yonekura Makoto) est un footballeur japonais né le 28 décembre 1970 dans la préfecture de Gunma au Japon.